# 4858 Vorobjov
A 4858 Vorobjov (ideiglenes jelöléssel 1985 UA) a Naprendszer kisbolygóövében található aszteroida. Gibson J. fedezte fel 1985. október 23-án.

## Elnevezése
Nevét Tomas Vorobjov amatőrcsillagász után kapta, aki számos kisbolygót fedezett már fel az IASC program keretében. Az ő felelőssége volt a diákok felfedezéseit ellenőrizni, és nyomon követő képeket készíteni a kisbolygókról. A névajánlás Sergio Foglia-tól származik.